# 3278 Běhounek
3278 Běhounek este un asteroid din centura principală, descoperit pe 27 ianuarie 1984 de Antonín Mrkos.